# Quillaja
Quillaja Molina, 1782 è un genere di piante da fiore, l'unico genere esistente nella famiglia Quillajaceae.

## Descrizione
I membri di questo genere sono alberi sempreverdi che crescono fino a circa 18 metri (60 piedi).
Le foglie, disposte a spirale sui rami, sono semplici e presentano un margine fogliare seghettato o dentato. Le stipole sono presenti.
I fiori sono raggruppati in infiorescenze terminali. I fiori ermafroditi o funzionalmente maschili, radialmente simmetrici, sono a cinque petali con un doppio perianzio. Ci sono cinque sepali e cinque petali. Ci sono due cerchi, ciascuno con cinque stami. I semi sono alati.
La corteccia interna dell'albero del sapone (Q. saponaria) contiene saponina, che è un sapone naturale.

## Distribuzione e habitat
Le due specie di questo genere si trovano in Sud America (Brasile, Bolivia, Uruguay, Paraguay, Argentina e Cile).

## Tassonomia
Il Sistema Cronquist assegnava il genere alla famiglia delle Rosacee, mentre la moderna classificazione APG lo colloca in una famiglia a sé stante.
Il genere comprende due specie:
- Quillaja lancifolia D.Don (sin.: Q. brasiliensis (A.St.-Hil. & Tul.) Mart.)
- Quillaja saponaria Molina